# داريل روشي
داريل روشي (بالإنجليزية: Darryl Roach)‏ هو لاعب كرة قدم بريطاني في مركز الوسط، ولد في 7 سبتمبر 1984 في لندن في المملكة المتحدة. شارك مع منتخب مونتسرات لكرة القدم. أما مع النوادي، فقد لعب مع وينجيت آند فينشلي.